# Síbia dorsibruna
La síbia dorsibruna (Leioptila annectens) és un ocell de la família dels leiotríquids (Leiothrichidae) i única espècie del gènere Leioptila Blyth, 1847.

## Hàbitat i distribució
Habita boscos i matolls, a l'Himàlaia, al nord-est de l'Índia des de Darjeeling i Sikkim cap a l'est fins Arunachal Pradesh i cap al sud fins Khasi, Cachar i Mizo, Manipur i Nagaland, Myanmar (a excepció del centre i el sud), sud-oest de la Xina a l'oest i sud-oest de Yunnan, nord-oest de Tailàndia, nord de Laos i nord i centre del Vietnam al nord-oest de Tonquín i sud d'Annam.